# Trichonyssodrys cinctus
Trichonyssodrys cinctus är en skalbaggsart som beskrevs av Delfino 1981. Trichonyssodrys cinctus ingår i släktet Trichonyssodrys och familjen långhorningar. Inga underarter finns listade i Catalogue of Life.